# Mille notti
Mille notti è un singolo del cantautore italiano Yuman, pubblicato il 13 dicembre 2021.